# Haematopinus breviculus
Haematopinus breviculus är en insektsart som beskrevs av Fahrenholz 1939. Haematopinus breviculus ingår i släktet Haematopinus och familjen hovdjurslöss. Inga underarter finns listade i Catalogue of Life.